# Enneaphyllus aeneipennis
Enneaphyllus aeneipennis är en skalbaggsart som beskrevs av Waterhouse 1877. Enneaphyllus aeneipennis ingår i släktet Enneaphyllus och familjen långhorningar. Inga underarter finns listade i Catalogue of Life.